# Soleá (ballo)
La soleá (in dialetto andaluso soledad) è un ballo flamenco, abitualmente ballato da una ballerina (bailaora) solista, di grande espressività.
Ballo molto incentrato sulla bellezza delle figure (lucimiento) della bailaora, che può eseguire movimenti tipicamente femminili con braccia corpo, accompagnati da zapateados (colpi ritmici dati coi tacchi delle scarpe).
La bailaora richiama l'attenzione con il movimento dei suoi fianchi, le sue posizioni irregolari (desplante) e la sua serietà. La soleá ha un tempo lento e gravoso, sebbene il suo compás è simile a le alegrías e bulerías, ma con altro carattere.
Il suo schema ritmico sarebbe:
1 2 3  4 5 6  7 8  9 10  11 12
Il cante della soleá possiede un ampio ventaglio di stili e varianti, identificandosi i più importanti in punti geografici specifici: 
- Soleá de Triana: Il quartiere (barrio) di Triana, a Siviglia, è stato il nucleo fondamentale di questo cante.
- Soleá de Cádiz: in questa varietà, esistono vari stili importanti.
- Soleá de Jerez: Dalla quale emergono differenti stili.
- Soleá de Alcalá: Endemica della popolazione di Alcalá de Guadaíra.
- Soleá de Utrera: In Utrera, si sviluppò una variante della soleá de Jerez.
- Soleá de Córdoba: In questo caso, è una derivazione della soleá de Triana.

Infine, altro stile significativo della soleá, sarebbe la soleá apolá, che nasce finendo il polo con una soleá.